# Mauerpark
Le Mauerpark est un parc situé dans le quartier de Prenzlauer Berg à Berlin. Son nom signifie « le parc du mur » en allemand et tire ses racines du célèbre mur de Berlin, dont un segment passait par le centre du parc, séparant ainsi les quartiers de Prenzlauer Berg et de Wedding. C'est aussi là  que se situait l'Ancienne gare du Nord avant sa destruction en 1985. Après 2000 une grande partie du site est réhabilitée afin d'y construire le Mauerpark. Aujourd'hui le Mauerpark est un lieu très apprécié de la population locale ainsi que des touristes. Le dimanche s'y déroule un grand marché aux puces, attirant énormément de visiteurs : musiciens, chanteurs, clowns, graffeurs, sportifs, ou simplement touristes ou locaux. Une partie du mur d'arrière plan partageant le Mauerpark au stade Friedrich Ludwig Jahn a été conservée et est aujourd'hui le terrain de jeux légal de nombreux taggueurs et donc sans cesse recouvert de nouveaux graffitis.

## Accès
- Metro : La station la plus proche est Eberwalderstrasse sur la ligne U-Bahn U2.
- Tram : La station la plus proche est Eberwalderstrasse sur la ligne M10

## Galerie

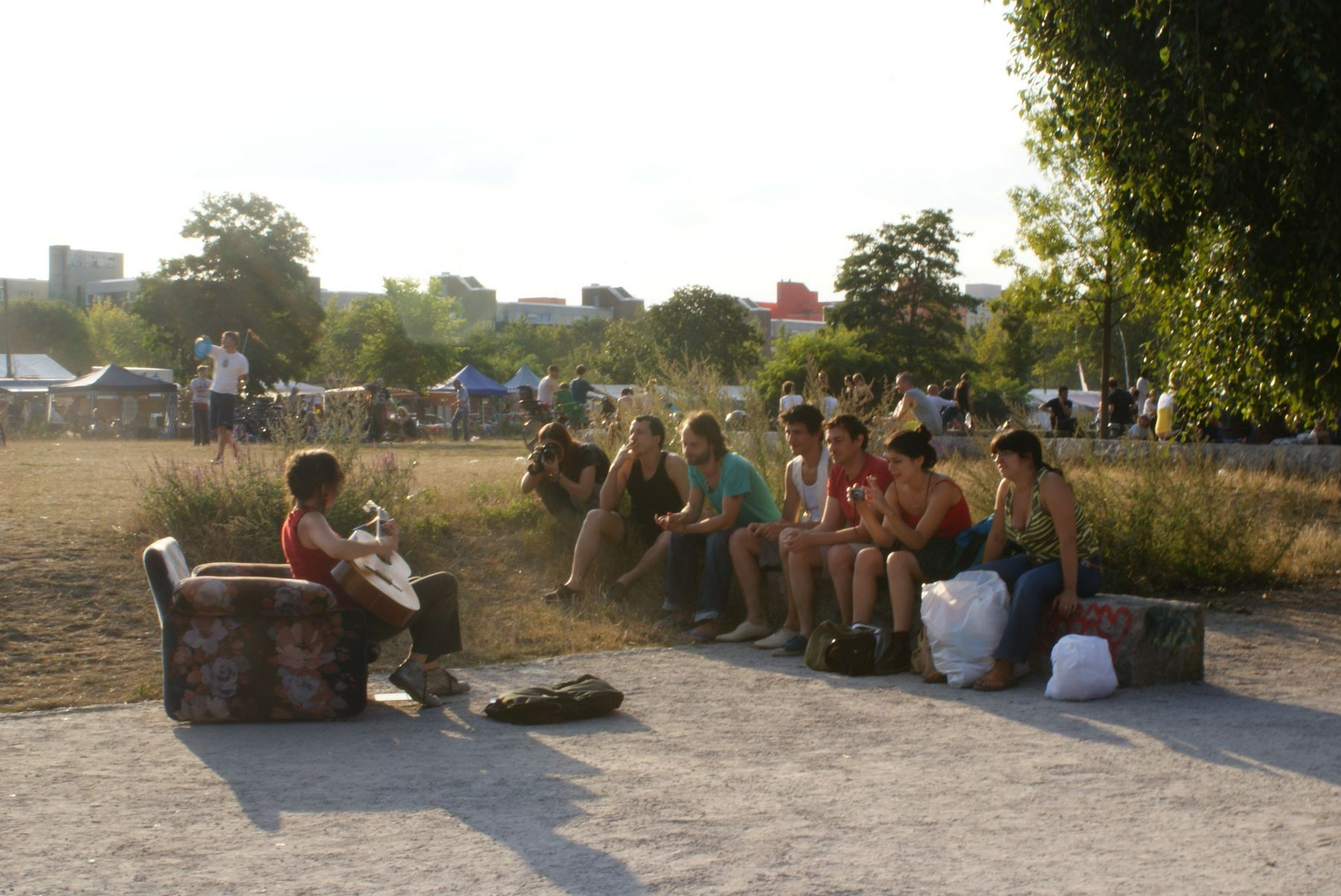
Guitariste et ses fans. En arrière-plan le "flohmarkt" du dimanche
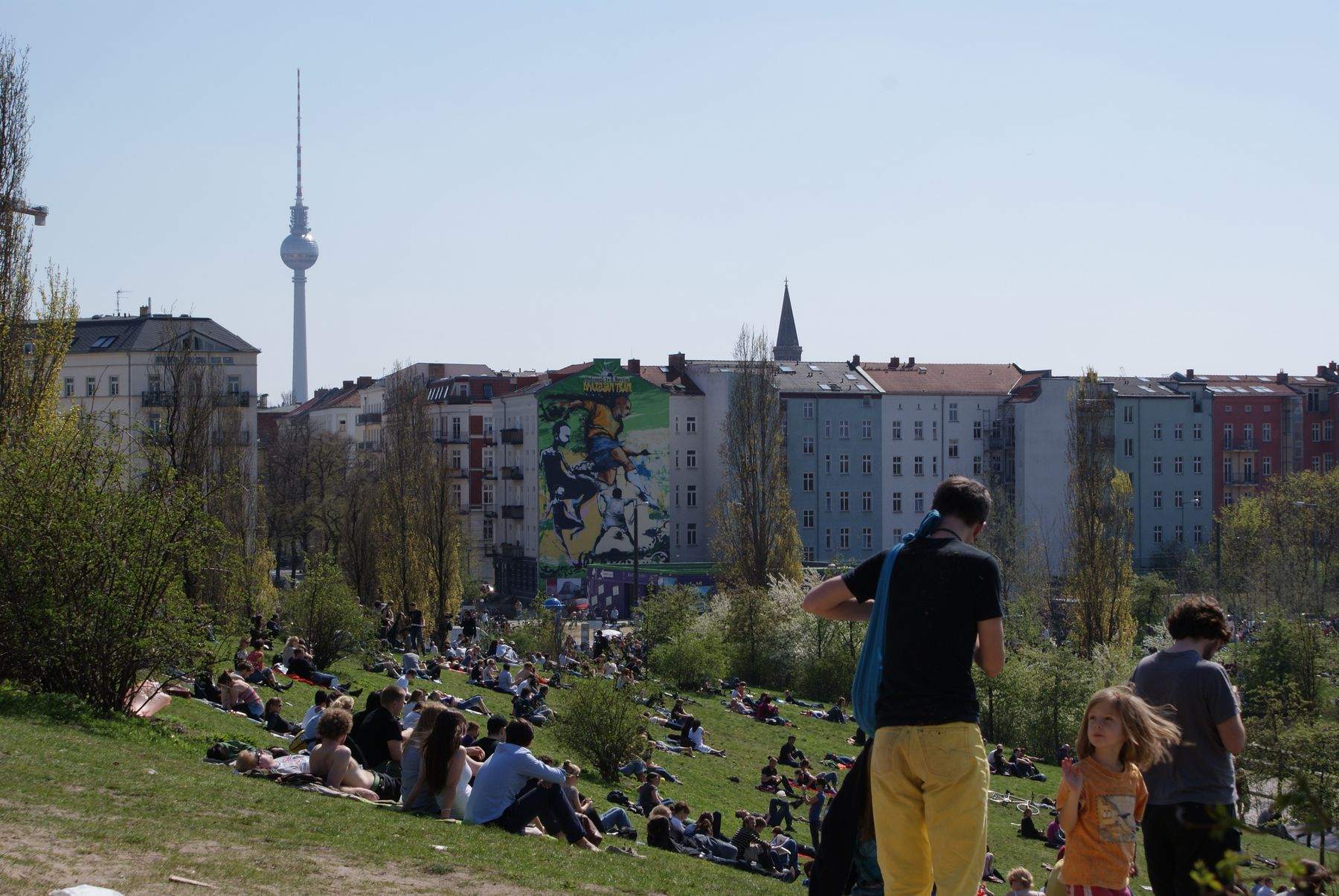
Vue sur le Mauerpark et la Tour de la télévision en arrière-plan
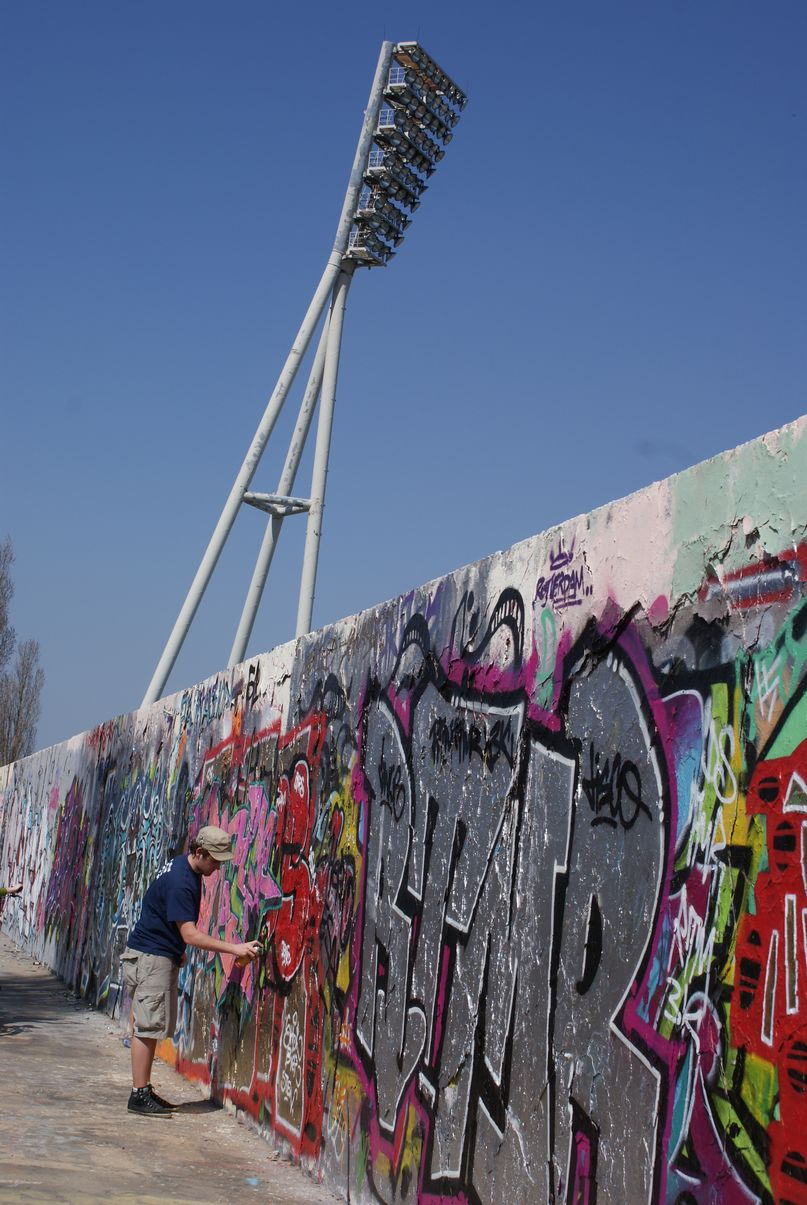
Segment du mur ayant été conservé et système d'éclairage du stade Friedrich Ludwig Jahn à l'arrière-plan.
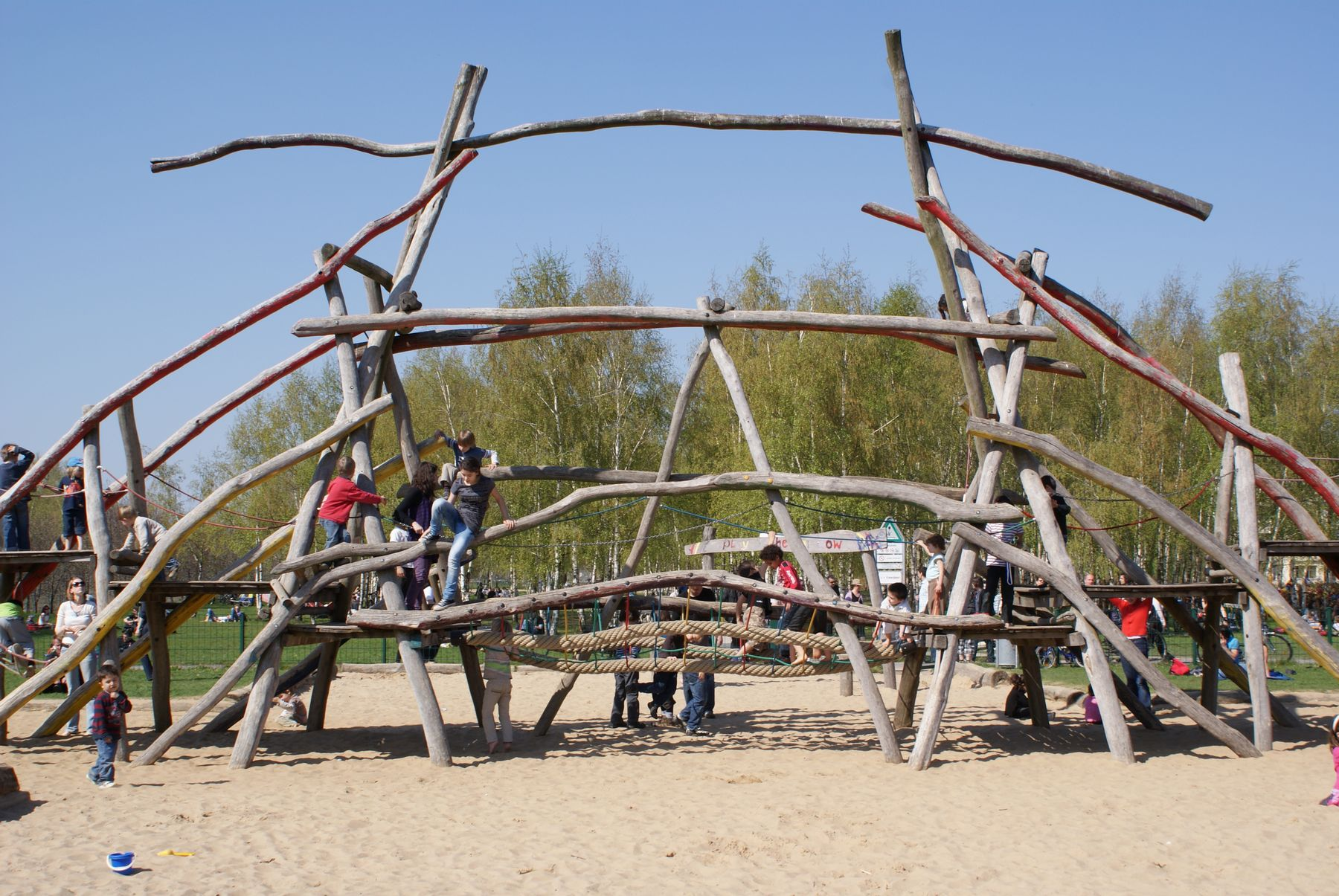
Terrain de jeux en bois